# La Paz (Tarlac)
Anao is een gemeente in de Filipijnse provincie Tarlac op het eiland Luzon. Bij de laatste census in 2007 had de gemeente ruim 61 duizend inwoners.

## Geografie

### Bestuurlijke indeling
La Paz is onderverdeeld in de volgende 21 barangays:
| - Balanoy - Bantog-Caricutan - Caramutan - Caut - Comillas - Dumarais - Guevarra - Kapanikian - La Purisima - Lara - Laungcupang | - Lomboy - Macalong - Matayumtayum - Mayang - Motrico - Paludpud - Rizal - San Isidro - San Roque - Sierra |

## Demografie
La Paz had bij de census van 2007 een inwoneraantal van 61.324 mensen. Dit zijn 8.417 mensen (15,9%) meer dan bij de vorige census van 2000. De gemiddelde jaarlijkse groei komt daarmee uit op 2,06%, hetgeen hoger is dan het landelijk jaarlijks gemiddelde over deze periode (2,04%). Vergeleken met de census van 1995 is het aantal mensen met 16.117 (35,7%) toegenomen.

De bevolkingsdichtheid van La Paz was ten tijde van de laatste census, met 61.324 inwoners op 114,33 km², 395,4 mensen per km².

## Geboren in La Paz
- Francisco Makabulos (17 september 1871), leider in Filipijnse Revolutie, politicus (overleden 1922);
- Cesar Bengzon (29 mei 1896), opperrechter Filipijns hooggerechtshof (overleden 1992);
- Carlos Romulo (14 januari 1899), generaal, politicus, diplomaat en journalist (overleden 1985);
- Gregorio C. Brillantes (1932), auteur.
- Alberto Romulo (7 augustus 1933), senator en minister van buitenlandse zaken;